# Otto Schmidt (Schiff, 1979)

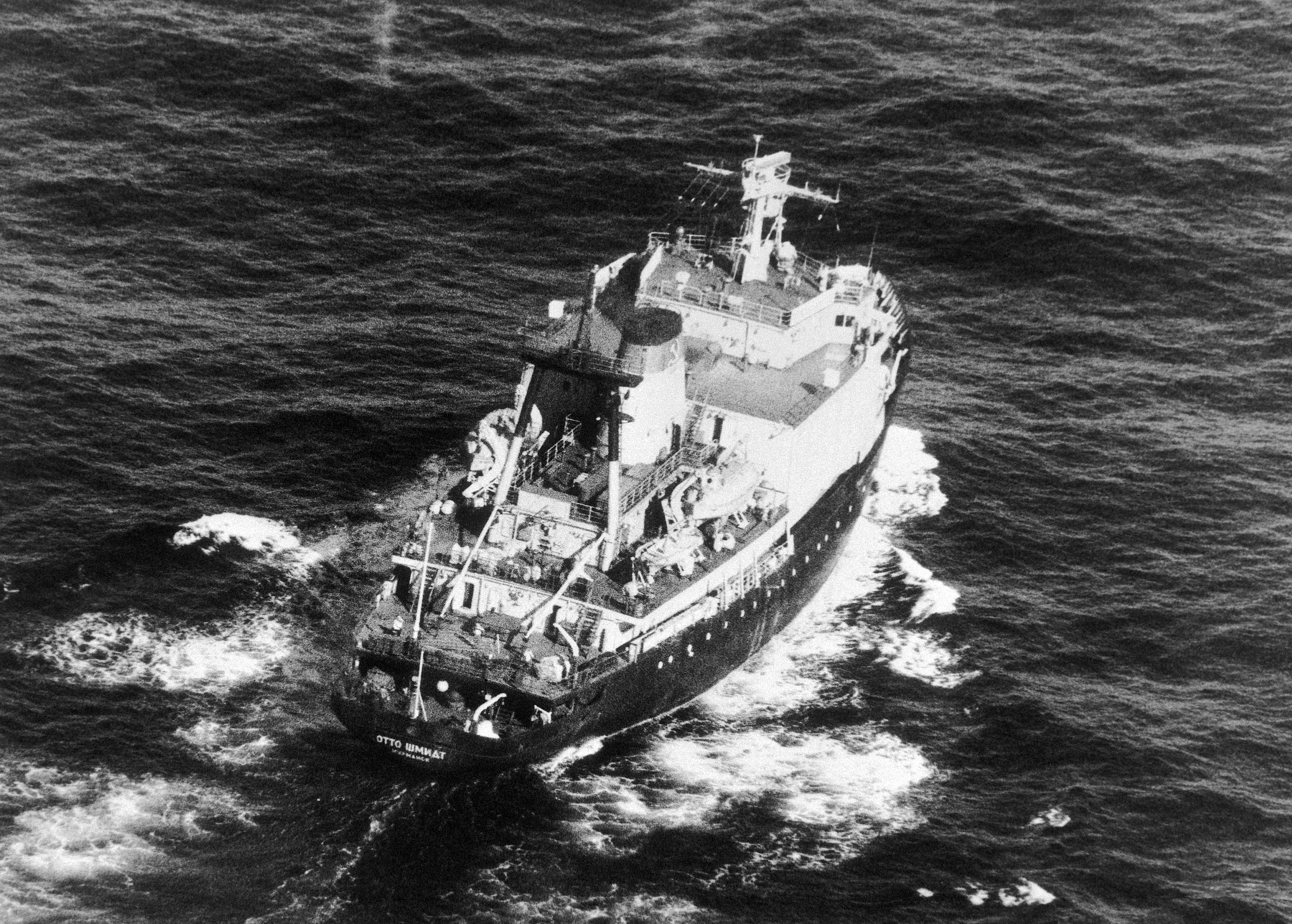
Der Eisbrecher Otto Schmidt, 1987

Die Otto Schmidt (russisch Отто Шмидта) war der erste sowjetische Forschungs-Eisbrecher. Das Schiff wurde im Jahre 1979 in Dienst gestellt und unternahm insgesamt 40 Forschungsreisen. Es wurde im November 1991, im Zuge der Auflösung der Sowjetunion, in Murmansk aufgelegt. 1996 wurde es zum Abwracken verkauft, lief unter eigener Kraft nach Indien und wurde dann bei den Abwrackwerften bei Alang verschrottet.
Das Schiff war benannt nach dem sowjetischen Politiker, Mathematiker, Geophysiker und Arktisforscher Otto Juljewitsch Schmidt (1891–1956).

## Bau und technische Daten
Das Schiff („Projekt 97N“) wurde am 27. Dezember 1977 mit der Baunummer 2783 bei der Admiralitätswerft in Leningrad auf Kiel gelegt und lief genau ein Jahr später vom Stapel. Auftraggeber war das Staatliche Komitee für Hydrometeorologie und Umweltkontrolle (russisch Государственного комитета по гидрометеорологии и контролю природной среды).
Das Design des Schiffs basierte auf dem der „Dobrynja Nikititsch-Klasse“ („Projekt 97“). Die Bugschraube wurde weggelassen und die Decksaufbauten wurden verlängert, um Platz zur Aufnahme von Geräten, Laboren und Wohnräumen zu schaffen. Bei 73,0 m Länge über Alles, 18,6 m Breite und 8,3 m Tiefgang verdrängte das Schiff voll ausgerüstet 3700 Tonnen. Die dieselelektrische Antriebsanlage leistete 4800 PS und ermöglichte über zwei vierblättrige Schrauben von je 3,5 m Durchmesser eine Höchstgeschwindigkeit in freiem Wasser von 15 Knoten. Die Besatzung bestand aus 54 Mann, und bis zu 30 wissenschaftliches Personal konnten an Bord untergebracht werden.
Die Otto Schmidt war mit allem zu ihrer Zeit modernsten Navigations- und Rettungsmitteln ausgerüstet und verfügte über insgesamt 14 Laboratorien für ozeanographische, physikalische, hydrochemische geodätische, bathymetrischegaziologische und meteorologische Forschung sowie eine Vielzahl von wissenschaftlichen Geräten und Instrumenten. Spezialseilwinden dienten dazu, Instrumente ins Wasser abzusenken. Vom Oberdeck bis zum Schiffsboden verlief ein Schacht von 80 cm Durchmesser, durch den Instrumente per Seilwinde ins Wasser abgesenkt werden konnten, wenn das Schiff rundum von Eis umgeben war.

## Dienstzeit
Die Otto Schmidt wurde am 30. August 1979 für den Hydrometeorologischen Dienst der UdSSR (russisch Мурманское управление гидрометеослужбы СССР) in Dienst gestellt. Alle drei Söhne Schmidts nahmen daran teil. Anfang September verlegte das Schiff (IMO-Nummer 7828671) von Leningrad nach Murmansk, von wo es nach kurzem Aufenthalt am 7. September zu seiner ersten Forschungsreise in die Karasee auslief. Im Verlauf der folgenden Jahre unternahm es insgesamt 40 Forschungsreisen im Europäischen Nordmeer, der Barentssee, der Karasee und der Grönlandsee. Im Januar–März 1989 ließ sich das Schiff mehr als 40 Tage lang und über eine Distanz von über 1000 Seemeilen im Eis der Grönlandsee treiben und setzte damit die Arbeit der Eisdriftstation Nordpol-28 (russisch Северный полюс-28, СП-28) fort, die von Mai 1986 bis Januar 1989 dort auf dem Eis gedriftet war.
Am 11. November 1991 kehrte das Schiff von seiner 40sten und letzten Forschungsfahrt nach Murmansk zurück. Die Sowjetunion befand sich in Auflösung und es fehlte an finanziellen Mitteln, das Schiff zu überholen und weiter in Betrieb zu halten. Nahezu fünf Jahre lang lag es in Murmansk fest. Dann wurde es zum Verschrotten an eine Privatfirma verkauft. Am 8. August 1996 lief die Otto Schmidt zum letzten Mal aus Murmansk aus. Sie fuhr unter eigener Kraft nach Alang im indischen Bundesstaat Gujarat. Dort wurde sie bei Hochwasser mit voller Fahrt auf den Strand gesetzt und dann schrittweise abgewrackt.